# Pasteur Bizimungu
Pasteur Bizimungu, född 1950, var president i Rwanda från 19 juli 1994 till 23 mars 2000.
Bizimungu arbetade i MRND-regimen som hade makten i Rwanda fram till folkmordet 1994, men 1990 gick han med i den oppositionella Rwandas Patriotiska Front. Detta efter att hans bror blivit mördad, möjligen på uppdrag av regeringen. 
När presidenten Juvénal Habyarimanas plan sköts ner den 6 april 1994 igångsattes det sedan länge planerade folkmordet på tutsier. Tutsiledda RPF fick så småningom kontroll över landet och Bizimungu installerades som president för att ge hutu en hög representant i landets ledning. Bizimungu var moderat och kritiserade fanatiska hutufalangister i politiken. 
När han tvingats avgå från sin post år 2000 bildade Bizimungu en oppositionsrörelse: Partiet för Demokrati och Förnyelse (PDR). Den förbjöds snart, och Bizimungu fängslades och dömdes för att ha hetsat hutuer mot landets ledning. Den 6 april 2007 släpptes han ur fängelset efter att ha blivit benådad av sin efterträdare Paul Kagame.